# Liste der Monuments historiques in Zellwiller
Die Liste der Monuments historiques in Zellwiller führt die Monuments historiques in der französischen Gemeinde Zellwiller auf.

## Liste der Objekte
| Bezeichnung               | Beschreibung                  | Standort                        | Kennzeichnung | Schutzstatus | Datum | Bild |
| ------------------------- | ----------------------------- | ------------------------------- | ------------- | ------------ | ----- | ---- |
| Skulptur Madonna mit Kind | Holz, farbig gefasst, um 1500 | in der Kapelle Ste-Barbe (Lage) | PM67000492    | Classé       | 1988  |      |